# Морозовка (Подгоренский район)
Морозовка — хутор в Подгоренском районе Воронежской области.
Входит в состав Белогорьевского сельского поселения.

## География

### Улицы
- ул. Зелёная
- ул. Мира
- ул. Садовая
- ул. Центральная

## Население
| 2010 |
| ---- |
| 107  |